# Бетвил
Бетвил (фр. Betteville) насеље је и општина у северној Француској у региону Горња Нормандија, у департману Приморска Сена која припада префектури Руан.
По подацима из 2011. године у општини је живело 555 становника, а густина насељености је износила 64,76 становника/km². Општина се простире на површини од 8,57 km². Налази се на средњој надморској висини од 115 метара (максималној 132 m, а минималној 17 m).

## Демографија
| 1962. | 1968. | 1975. | 1982. | 1990. | 1999. | 2011. |
| ----- | ----- | ----- | ----- | ----- | ----- | ----- |
| 331   | 349   | 337   | 337   | 437   | 485   | 555   |

График промене броја становника у току последњих година